# Kálmánháza
Kálmánháza község Szabolcs-Szatmár-Bereg vármegyében, a Nyíregyházi járásban.

## Fekvése
Kálmánháza Szabolcs-Szatmár-Bereg vármegye délnyugati, a Nyírség nyugati részén található, Nyíregyházától 14, Hajdúnánástól 12, Hajdúdorogtól 11, Újfehértótól pedig 10 kilométerre.
Legfontosabb közúti megközelítési útvonala a 3317-es út, ezen érhető el Nyíregyháza és Hajdúnánás felől is. Az ország távolabbi részei felől az M3 autópályán közelíthető meg a legegyszerűbben, aminek legközelebbi le- és felhajtója alig 3 kilométerre található.

## Története
Az első tanyát, az 1913-ban Szegegyházán felszínre került okmányok szerint Beck Pál alapította 1775-ben. Birtoka kb. 2 ezer hold, s ezen a területen kb 15-20 család élt. A mai Kálmánháza területét, 8 család művelte meg. Beck Páltól veje Dégenfeld Gusztáv gróf örökölte a birtokot, majd gyermekei Imre és Ilona.
Az uradalom középpontja az akkor Újfehértóhoz tartozó tanyákból, és a Nyíregyházához tartozó tirpák birtoktanyákból szervezték községgé 1949-ben. 1950-től önálló tanácsú községgé alakult. Ma is önálló település. Régmult időkben állt itt egy turul-szobor a magyar ősök tiszteletére, (a mai római katolikus templom helyén) amit Trencsényi János és családja állíttatott 1937-ben. Azonban a szocializmusban az akkori vezetés eltávolíttatta a madarat az emelvényről. Így ma csak az emelvény áll.
A falu a nevét – ami 1904-ig Bogárháza volt – az eddigi elemzők és történészek ismeretei alapján, minden valószínűség szerint Tisza Kálmánról kapta, aki a Dégenfeld birtokot a felesége révén szerezte meg. Ezután kapta mai nevét a település.
Az uradalmi magtárból átépített templom, melyet a római és görögkatolikus hívek egyaránt használtak, ma már nem áll. Helyébe az 1980-as években a hívek és az egyház adományából külön római és görögkatolikus templomot építettek. A ma is álló evangélikus templom egykor más funkcióval is el volt látva. Mivel a falu legmagasabb pontjára építették, a harangtoronyból kitűnő kilátást biztosított a környező földekre, tanyákra, és magára a falura. Ezért tűztoronyként is szolgált: a falu férfijai figyelőszolgálatot láttak el itt, hogy ha tüzet észlelnek, azonnal tudjanak cselekedni.
A falu híres szülöttje, és tanítója volt Rákos Sándor.
Az intézmények címei:
- Orvosi rendelő - Rózsa köz 2.
- Polgármesteri Hivatal - Nyíregyházi u. 71.
- Posta - Nyíregyházi u. 63/a
- Rendőrség (Körzeti megbízott) - Róza köz 2/d
- Gyógyszertár - Nyíregyházi u. 63.

Falusi vendégház-Villa Elyzabeth - Dorogi út 76.

## Közélete

### Polgármesterei
- 1990–1994: Nádassy Andrásné (független)[3]
- 1994–1998: Nádassy Andrásné (független)[4]
- 1998–2002: Nádassy Andrásné (független)[5]
- 2002–2006: Nádassy Andrásné (független)[6]
- 2006–2010: Nádassy András Jánosné (független)[7]
- 2010–2014: Urszuly Sándorné (független)[8]
- 2014–2019: Urszuly Sándorné (független)[9]
- 2019–2024: Kotricz Attila (független)[10]
- 2024– : Kotricz Attila (független)[1]

## Népesség
A település népességének változása:
| Lakosok száma | 1905 | 1853 | 1840 | 1788 | 1759 | 1757 | 1723 |
|               | 2013 | 2014 | 2015 | 2021 | 2022 | 2023 | 2024 |

2001-ben a község lakosságának közel 100%-a magyar nemzetiségűnek vallotta magát.
A 2011-es népszámlálás során a lakosok 88,5%-a magyarnak, 0,3% románnak mondta magát (11,5% nem nyilatkozott; a kettős identitások miatt a végösszeg nagyobb lehet 100%-nál). A vallási megoszlás a következő volt: római katolikus 31,9%, református 5,8%, görögkatolikus 22,6%, evangélikus 13,5%, felekezeten kívüli 6,1% (19,3% nem válaszolt).
2022-ben a lakosság 91,7%-a vallotta magát magyarnak, 0,3% ukránnak, 0,2% cigánynak, 0,2% románnak, 0,1-0,1% németnek, szerbnek és lengyelnek, 2,7% egyéb, nem hazai nemzetiségűnek (8,2% nem nyilatkozott; a kettős identitások miatt a végösszeg nagyobb lehet 100%-nál). Vallásuk szerint 22,5% volt római katolikus, 7,7% református, 19,8% görög katolikus, 9,2% evangélikus, 0,7% egyéb keresztény, 0,1% ortodox, 4,2% felekezeten kívüli (35% nem válaszolt).

## Nevezetességei
- Tájház
- Evangélikus templom
- Római katolikus templom
- Görögkatolikus templom
- Mária szobor
- Világháborús emlékmű
- Turul szobor
- Csörsz árok; a településtől keletre halad el /helyenként még fellelhető/ a szarmaták által 324 és 337 között épített, az Alföldet körbekerülő Csörsz-árok vagy más néven Ördögárok nyomvonala.